# Linaria accitensis
Linaria accitensis är en grobladsväxtart som beskrevs av L.Sáez, Juan, M.B.Crespo, F.B.Navarro, J.Peñas och Roquet. Linaria accitensis ingår i släktet sporrar, och familjen grobladsväxter. Inga underarter finns listade i Catalogue of Life.